# Gianni 4
Gianni 4 (1967) è il 4º album di Gianni Morandi.

## Tracce
LATO A
1. Tenerezza (Luciano Beretta/Tony Renis) - 3'13"
2. C'era un ragazzo che come me amava i Beatles e i Rolling Stones (Franco Migliacci/Mauro Lusini) - 3'14"
3. Chi t'adorava se ne va (Franco Migliacci/ Alberto Minardi// Bruno Zambrini) - 2'40"
4. Se perdo anche te (Franco Migliacci/Neil Diamond) - 2'28"
5. È dolce dare la buonanotte (Franco Migliacci/Bruno Zambrini, Luis Bacalov) - 2'56"
6. Una domenica così (Sergio Paolini, Stelio Silvestri, Riccardo Vantellini, Pippo Baudo) - 2'36"

LATO B
1. Israel (Franco Migliacci/Bruno Zambrini, Ruggero Cini) - 2'44"
2. Questa vita cambierà (Franco Migliacci/Bruno Zambrini, Luis Bacalov) - 2'34"
3. Povera piccola (Franco Migliacci/Bruno Zambrini) - 3'00"
4. Un mondo d'amore (Franco Migliacci/Sante Maria Romitelli/Bruno Zambrini) - 2'36"
5. Mille e una notte (Franco Migliacci/Bruno Zambrini, Luis Bacalov) - 2'09"
6. Mezzanotte fra poco (Franco Castellano (regista), Giuseppe Moccia/Mario Migliardi) - 2'46"